# إي أس أف بي

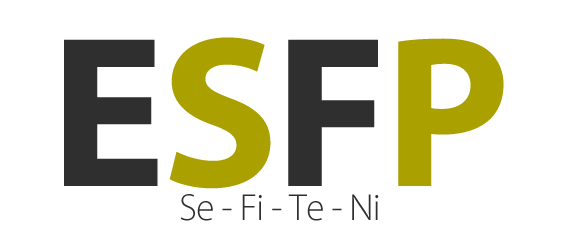

المؤدي ESFP هو نوع من الأشخاص الذين يعيشون الحياة ويجارونها بكل لحظاتها، ويرفهون الناس فضلا لامتلاكهم وسائل الراحة المادية. ولكنهم نادرا ما يسمحون للعادات بالتدخل في حياتهم، حيث يبتكرون وسائل لتلبية الاحتياجات البشرية. يعد المؤديون عناصر ممتازة في الفريق، فهم يركزون على إنجاز المهام الحالية بقدر أقصى من المرح وحد أدنى من الإثارة، في حين يستمتع الأفراد النشيطين بالتجارب الجديدة.
يتخذ المؤديون النهج العملي في معظم الأمور وذلك لأنهم يتعلمون من الفعل أكثر من الدراسة أو القراءة، والتعلم يكون من خلال التفاعل مع بيئاتهم؛ لذا يميلون إلى التسرع في الأمور، وعادة لا يحبذون التفسيرات النظرية والمكتوبة. وقد يجدون صعوبة في المدارس التقليدية، بالرغم من أنهم يميلون إلى الإتقان عندما يكون موضوع الدراسة ممتعا ويرونه ذو أهمية ويسمح لهم بالتفاعل مع الناس.
ويتخذ المؤدون ذوو الطابع الملاحظ والعملي والواقعي والمحدد القرارات وفقا لمعايير الشخصية الخاصة بهم. فهم يحكمون بناء على شعورهم الداخلي للتحديد والتعاطف مع الآخرين. فبطبيعة الحال هم منتبهون إلى العالم المحيط. إنهم شديدي الحرص على مراقبة السلوك البشري. لذلك يشعرون بسرعة لما يحدث للآخرين وبالتالي يستجيبون لاحتياجاتهم الفردية مباشرة. في حين إنهم خاصة ما يجيدون تعبئة الناس للتعامل مع الأزمات. ويجيد المؤديون ذوي الشخصية السخية والمتفائلة والمقنعة التعامل مع التفاعلات الشخصية. ونظرا لطبيعتهم الدافئة والمتعاطفة واللبقة فإنهم غالبا ما يؤدون دور صانع السلام.
يعيشون لحظاتهم وحاضرهم وغالبا ما يفكرون بالتأثيرات البعيدة المدى أو بعواقب أعمالهم التي يقدمون عليها، فهم عمليون جدا ويحتقرون الروتين بديلا عن الرغبة في مسايرة التيار. في الواقع، يعد المؤديون مفكرون وذلك لأنهم يتعلمون بشكل أفضل من خلال النهج العملي. حيث يشكل التعليم المدرسي مصدر إزعاج لكثير منهم وبخاصة هؤلاء ذوي الجانب البديهي المتخلف جدا.

## تصور شخصية المؤدي
عادة ما يرى الآخرون شخصية المؤدي كداهية وداعم بالإضافة إلى اجتماعي ولعوب وعفوي. وينعم بكثير من الارتياح في الحياة ويُمتع من حوله. حيث إن وفرتهم وحماسهم هي مصدر جذب للآخرين. فشخصيتهم مرنة وقابلة للتكيف ومتجانسة وهادئة. ونادرا ما يخططون للمستقبل، وواثقين من مقدراتهم على الرد في اللحظة والتعامل بشكل فعال مع أي شيء يطرح نفسه. ولا يروق لهم النظام والروتين فبالمقابل عموما يبتكرون طرقًا لثني القواعد.

## المجالات المحتملة للنمو
أحيانا لا تدعم ظروف الحياة شخصية المؤدي في التنمية والتعبير عن الشعور والإحساس بالأولويات. فإن لم يطوروا أفضلية شعورهم فإنهم قد ينشغلوا في تفاعلات اللحظة مع انعدام الآلية لوزن وتقييم وترسيخ أنفسهم. وإن لم يطوروا أفضلية إحساسهم فربما قد يركزون على المعطيات الحسية المتاحة في الوقت الراهن. حينها ستكون قراراتهم محدودة لإرضاء الشهوات ولا سيما تلك التي تنطوي على التفاعل مع الناس الآخرين.
لو أن الشخصيات التي تكون من نوع شخصيةُ ESFPs (شخصية المؤدي) لم تجد لنفسها مكانا حيث يمكنهم استخدام مواهبهم ويتم تقدير مساهماتهم، فهي عادة ما تشعر بالإحباط ويمكن أن يصبحوا مشتتين ومندفعين.. قد تكون لديهم صعوبة في تقبل أو الالتزام بالمواعيد النهائية. قد يصبحوا شديدي الحساسية أيضا، وفي استيعاب الإجراءات والقرارات من الآخرين. فمن الطبيعي لأصحاب هذه الشخصية في أن يعطوا اهتمام أقل لأجزاء بديهية وهى غير مفضله لديهم. إذا أهملوا هذه كثيرا، فقد يفشلوا في النظر إلى العواقب الطويلة الأجل، بناء على الاحتياجات الفورية من أنفسهم والآخرين. كما أنهم قد يتجنبوا المواقف المعقدة أو الغامضة والناس، ووضع المتعة الخاصة بهم قبيل الالتزامات. وتحت ضغط كبير، قد يشعرون بالإرهاق.وهذه الشخصيات قد تقهر داخليا من الاحتمالات السلبية. ثم يقومون بوضع طاقتهم في تطوير تفسيرات شامله مبسطة للسلبية الخاصة بهم.

## شخصية المؤدي البارزة
وفقا لكيرسي مستندا إلى ملاحظات السلوك، فقد يعد كلا من رونالد ريغان ومارلين مونرو وبابلو بيكاسو من المؤدين البارزين.

## الوظائف المعرفية
رسم تخطيطي للوظائف الادراكية لكل نوع. حيث لون الخلفية يرمز إلى وظيفة النوع المسيطرة ولون النص يمثل وظيفته المساعدة.
فاستنادا إلى نظرية اليونغي، اقترح ايزابيل مايرز أن الوظائف المعرفية «الإحساس، الحدس، التفكير والشعور» لكل نوع من الشخصية يشكل تسلسلا هرميا، ويمثل هذا التسلسل الهرمي النمط الافتراضي لسلوك الشخص.
الوظيفة المسيطرة وهو الدور المفضل لنوع الشخصية والتي يشعرون بالارتياح أكثر بها. تخدم الوظيفة الثانوية المساعدة لدعم وتوسيع الوظيفة المسيطرة. فإذا كانت الوظيفة المسيطرة هي جمع المعلومات (الاستشعار أو الحدس) فإن الوظيفة المساعدة هي اتخاذ القرارات (التفكير أو الشعور) والعكس بالعكس.
وظيفة التعليم العالي هي أقل تطورا من المسيطرة والمساعدة ولكنها تتطور مع مرور الوقت مقتربة من مقدرات الفرد. وتعتبر الوظيفة من الدرجة الثانية نوعا لشخصية ذات نقطة ضعف. وهم أقل ارتياحا مع هذه الوظيفة. وكما في التعليم العالي فإن الوظيفة ذات الدرجة الثانية تقوى مع النضج.
ويعتبر كلا من جونغ ومايرز بأن موقف الوظيفة المساعدة والتعليم العالي وذات الدرجة الثانية هو عكس الوظيفة المسيطرة. وفي هذا النطاق، إن كانت الوظيفة المسيطرة مهيمنة فإن الوظائف الثلاث الأخرى تكون منطوية والعكس بالعكس. ومع ذلك، يعتبر الكثير من الممارسين المعاصرين أن دور وظيفة التعليم العالي هي نفس المسيطرة.
وبتداول التفسيرات الحديثة فإن الوظائف المعرفية لشخصية المؤدي هي كالتالي:
(1)- المسيطرة: الاستشعار المهيمن
يركز على تجارب وأحاسيس العالم المادي المباشر مع الوعي الحاد لمجريات الحاضر. فهو يجمع الحقائق والتفاصيل ذات الصلة إلى الواجهة، وربما يؤدي إلى العمل تلقائيا.
(2)-المساعدة: الشعور المنطوي
يقوم بتصفية المعلومات استنادا إلى تفسيرات قيمة وتشكيل أحكام وفقا لمعايير غالبا ما تكون غير ملموسة. ويوازن باستمرار مجموعة القيم الداخلية مثل الانسجام والأصالة. وأيضا يحس فطريا بما يعتقد بأن يكون جيدا وما يكون سيئا في حالة ما وذلك بتفهم الفروق الدقيقة.
(3)-التعليم العالي: التفكير المهيمن
تنظم وتنشئ جداولا للأفكار والبيئة لضمان سعي فعال ومنتج للأهداف. وتسعى إلى التفسيرات المنطقية لاتخاذ الإجراءات والأحداث والاستنتاجات. وتبحث عن المنطق والزلات الخاطئة في التسلسل.
(4)-الأدنى: الحدس الانطوائي
تنجذب إلى الإجراءات والوسائل الرمزية. ويجمع التناقضات الظاهرة لجعلها غير متخيلة من قبل. وتأتي هذه الانجازات بيقين يطالب بإجراء لتحقيق رؤية جديدة للمستقبل وحلول يمكن أن تتضمن الأنظمة المعقدة أو الحقائق الكونية.